# Andreana Družina
Andreana Gabrijela Družina, partizansko ime Olga, slovenska politična delavka, komunistka in narodna herojinja, * 26. januar 1920, Trst, † 7. marec 2021, Logatec.

## Življenjepis
Starši Andreane Družina so se leta 1929 zaradi fašističnega nasilja iz Trsta preselili v Ljubljano in nato v Zagreb. Andreana se je konec leta 1941 vključila v OF ter sodelovala s člani VOS; junija 1942 je odšla v partizane in se priključila borcem Šercerjeve brigade. V bojih je bila večkrat ranjena ter bila leta 1943 sprejeta v KPS. Leta 1944 je bila imenovana za politično komisarko Postojanke Planina (Slovenske centralne vojne partizanske bolnišnice), bila nato obveščevalka v 15. diviziji in pomočnica poveljnika obveščevalnega centra 7. korpusa.
Od aprila 1945 je delala v OZNI in službi državne varnosti (SDV). Upokojila se je 1964.
Bila je zadnja živeča narodna herojinja v Sloveniji.

### Smrt
V 102. letu življenja je 7. marca 2021 umrla v domu starejših občanov v Logatcu.

## Odlikovanja
- Red narodnega heroja